# Terminal de GNL de Revithusa
La Terminal de GNL de Revithusa és l'única terminal de gas natural liquat (GNL) de Grècia. Està situada a l'illot de Revithusa, al golf de Mègara, a l'oest d'Atenes. La terminal fou acabada el 1999 i és explotada per DESFA SA, una filial de plena propietat de DEPA. L'empresa algeriana Sonatrach li subministra entre 510 i 680 milions de litres cúbics de gas natural a l'any segons un contracte vàlid fins al 2021. Un altre contracte de subministrament de gas amb l'empresa italiana Eni està temporalment desactivat.

## Capacitat
El 2007 s'acabà un projecte d'expansió que incrementà la capacitat de la terminal a 185 Bcf/y (5.200-5.300 milions de metres cúbics a l'any). El GNL s'emmagatzema dins de dos dipòsits subterranis que tenen una capacitat total de 130.000 metres cúbics. Està en projecte la construcció d'un tercer dipòsit i una central elèctrica.